# Elater luctuosus
Elater luctuosus là một loài bọ cánh cứng trong họ Elateridae. Loài này được Solsky miêu tả khoa học năm 1871.